# Maurits Verdonck
Mauritius Augustus (Maurits of Maurice) verdonck (Gent, 21 april 1879 – Gentbrugge, 1 maart 1968) was een  roeier uit België en was lid van de Koninklijke Roeivereniging Club Gent. Hij nam  deel aan de Olympische Spelen en won hierbij een zilveren medaille.

## Loopbaan
Verdonck werd in 1900 als onderdeel van de acht met stuurman van de Club Nautique de Gand Europees kampioen. Hij nam deel aan de Olympische Zomerspelen 1900 in Parijs (Frankrijk) als onderdeel van de acht met stuurman van zijn club. Hij behaalde met de ploeg een zilveren medaille.
In 1903 werd Verdonck turnleider bij de turnkring Ganda. Hij stelde zich binnen de Katholieke Turnbond heel Vlaamsgezind op. Hij trad met zijn turnkring verschillende malen op op de IJzerbedevaart. Na een conflict over zijn succesrijke damesafdeling werd hij uit de Katholieke Turnbond gestoten en richtte hij de Bond der Katholieke Juffersturnkringen op.  
Verdonck, die op twaalfjarige leeftijd de school had moeten verlaten, werd gymnastiekleraar voor het lager en middelbaar onderwijs. In 1909 begon hij als dertigjarige de opleiding lichamelijke opvoeding aan het Institut Supérieur d’Education Physique van de Universiteit van Gent. Hij studeerde in 1912 af als licentiaat en promoveerde in 1920 tot doctor.In 1925 werd hij docent en vanaf 1939 was hij hoogleraar aan dit instituut. In 1945 werd hij wegens zijn Vlaamsgezindheid ontslagen als hoogleraar. Hij werd in 1951 in ere hersteld en genoot met terugwerkende kracht vanaf 1949 van het emeritaat.
In 1964 was Verdonck kandidaat voor de Volksunie bij de gemeenteraadsverkiezingen.

## Palmares

### acht
- 1900:  EK in Parijs
- 1900:  OS in Parijs